# مصرف آشور الدولي
مَصرِف آشور الدولي للاستثمار تأسس عام 2005 كشركة مُساهمة خاصة ضمن القِطاع الخاص مصرف استثماري يقدم الخدمات المصرفيّة للمؤسسات التجاريّة والأفراد في العراق، ويوجد له 9 فروع داخل العراق.

## فروع المصرف
عدد فروع المصرف حالياً (9) فرعاً داخل العراق وهي:
الفرع الرئيسي / بغداد
فرع الربيعي / بغداد
فرع المنصور / بغداد
فرع الموصل
فرع بختياري / اربيل
فرع السليمانية
فرع البصرة
فرع تكريت
فرع كربلاء